# Saint-Martin-du-Puy, Nièvre
Saint-Martin-du-Puy là một xã của tỉnh Nièvre, thuộc vùng Bourgogne-Franche-Comté, miền trung nước Pháp.